# Ley de Salud Mental de Alaska

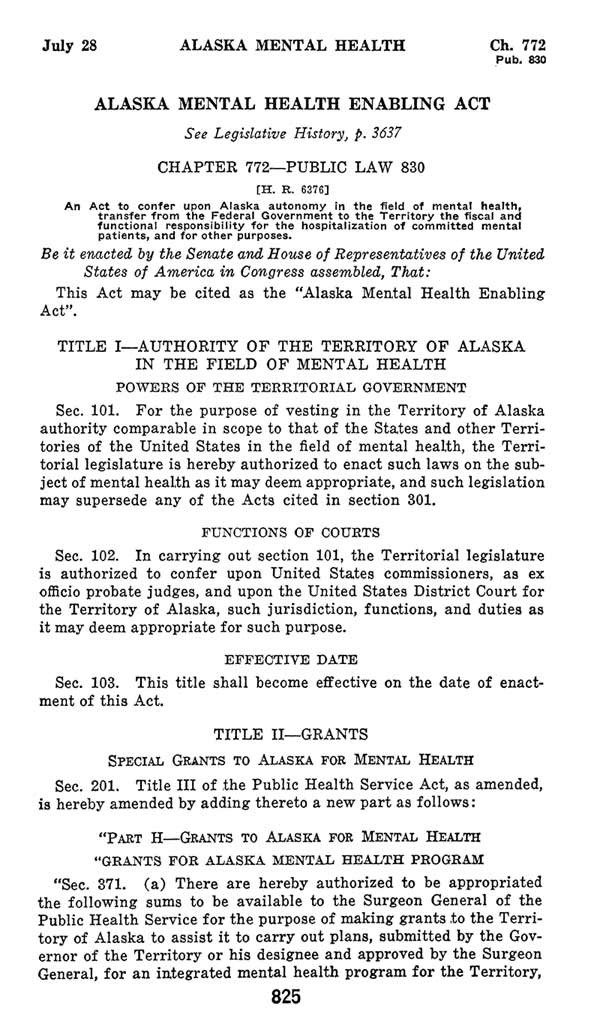
Primera página del Alaska Mental Health Enabling Act.

La Ley de Salud Mental de Alaska (en inglés Alaska Mental Health Enabling Act), es una ley del Congreso de los Estados Unidos de 1956, número 84-830, creada para la mejora de la salud mental en el estado de Alaska en los Estados Unidos. Fue blanco de una gran controversia política luego de que sus detractores la denominaran la "Ley Siberia" y la denunciaran como parte de un complot comunista para hospitalizar y adoctrinar a los americanos. También difundían la idea de que formaba parte de una conspiración judía, católica o psiquiatra para crear campos de concentración en los Estados Unidos dirigidos por las Naciones Unidas.
En su forma original, era apoyada por el Partido Demócrata, pero luego de su rechazo por parte de la oposición, fue rescatada por el senador republicano conservador Barry Goldwater. Este logró aprobar una versión de la ley sin las disposiciones de compromiso que eran blanco de una dura oposición por los ultraderechistas, anticomunistas y grupos religiosos extremistas. Sin embargo, la polémica provocada sigue siendo uno de los principales recursos de la Iglesia de la Cienciología en su campaña contra la psiquiatría.
La ley logró su objetivo inicial de establecer un sistema de atención de la salud mental en Alaska, financiada por los ingresos de terrenos asignados a un trust de salud mental. Sin embargo, durante la década de 1970 y principios de la década de 1980, los políticos alasqueños despojaron sistemáticamente al trust de los terrenos, transfiriendo los terrenos más valiosos a particulares y agencias de estado. Sin embargo, esta liquidación de activos fue nombrada ilegal tras años de litigio, y un trust de salud mental reconstituido fue establecido a mediados de la década de 1980.

## Antecedentes

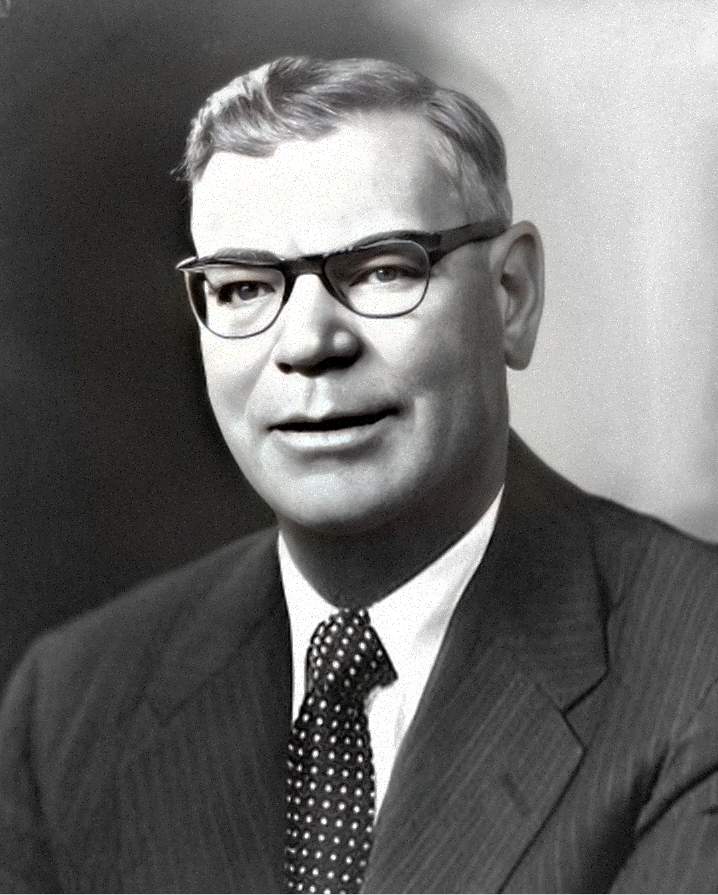
El diputado del Congreso Bob Bartlett de Alaska, el autor del Alaska Mental Health Bill.

Alaska carecía de instituciones para el tratamiento de la salud mental antes de la ley de 1956. En aquel tiempo, Alaska no era considerado como estado de los Estados Unidos, sino más bien un territorio de los Estados Unidos. El tratamiento de los enfermos mentales era regido por el estado de Oregón bajo un acuerdo del siglo XX. El 6 de junio de 1900, el Congreso de los Estados Unidos promulgó una ley permitiendo que el gobierno del en aquel entonces Distrito de Alaska proveyera tratamientos de salud mental a los alasqueños. En 1904, un contrato fue firmado en el Hospital Mornigside, del cual Henry Waldo Coe era dueño y quien lo operaba desde Portland, Oregón, bajo el cual se estipulaba que los pacientes con enfermedades mentales de Alaska serían tratados en ese hospital. También fue establecido un régimen de compromiso bajo el cual un "aspirante" al tratamiento sería traído frente a un panel de seis personas, los cuales determinarían si el aspirante era cuerdo o no. Si determinaban que no lo era, el aspirante sería enviado a prisión hasta su liberación o traslado a Portland. En ningún momento se requeriría algún examen médico o psiquiátrico.
Durante la década de 1940, se determinó que este programa de atención era insatisfactorio. La Asociación Médica Estadounidense realizó unos estudios en 1948, seguida por el Departamento del Interior en 1950. Estos estudios mostraron las deficiencias del programa, entre los cuales se incluyen que los procedimientos del régimen de compromiso eran arcaicos, y que el largo viaje a Portland traía un efecto negativo a los pacientes y a sus familias. Además, una auditoría mostró que el Sanatorium Company, dueña del hospital, estaba rellenando sus gastos. Esto le permitió tener una ganancia de aproximadamente $69,000 al año (el equivalente a casi $588,000 al año con los precios del dólar en 2007).
Estos estudios recomendaban una reforma integral del sistema, creando un programa de salud mental dentro del mismo estado, propuesta ampliamente aceptada por el público y por los políticos locales. A principios de 1956, durante la segunda sesión del octogésimo cuarto Congreso, la representante Edith Green introdujo en la Cámara de Representantes el Proyecto de Ley de Salud Mental de Alaska (H.R. 6376), escrita por el delegado al congreso del territorio de Alaska (y quien luego se convertiría en senador) Bob Bartlett. El senador Richard L. Neuberger también introdujo un proyecto equivalente en el senado, S. 2518.

## Detalles del proyecto
El propósito establecido del Proyecto de Ley de Salud Mental de Alaska era el "transferir del Gobierno federal las responsabilidades básicas de hospitalización, cuidado y tratamiento de los enfermos mentales alasqueños al territorio de Alaska". Apoyándose en esto, el proyecto aspiraba a:
- Modernizar los procedimientos de tal hospitalización (incluyendo el compromiso), cuidado y tratamiento, y dar al Territorio la facultad de modificar o reemplazar tales procedimientos.
- Asistir en la provisión del Territorio de las instalaciones necesarias para un programa integral de salud mental en Alaska, incluyendo instalaciones para los pacientes hospitalizados y ambulatorios.
- Prever una concesión de tierras al Territorio para permitir que el programa tenga una base firme a largo plazo.
- Establecer un programa de diez años, que incluyan subvenciones al Territorio para que gradualmente permitan que el Territorio asuma a largo plazo todos los costos operativos del programa.[5]

El proyecto proveyó una subvención en efectivo de $12.5 millones (aproximadamente $94 millones con precios de 2007) a ser desembolsadas por el gobierno de Alaska en un número determinado de fases, para permitir la construcción de instalaciones para el tratamiento de la salud mental en el territorio. Para cubrir los costos del programa, el proyecto de ley transfirió 4.000 km² de terrenos federales a la nueva trust de Salud Mental de Alaska como subvención (en aquel entonces, el gobierno era dueño del aproximadamente 99% de los territorios de Alaska). Entonces, el trust podría usar los activos de las tierras transferidas (incluyendo derechos mineros y forestales) para obtener ingresos continuos que permitan cubrir los costos del programa, basándose en el hecho que otros territorios de los Estados Unidos usaron el mismo procedimiento antes de convertirse en estados.
Además, el proyecto de ley otorgaría al Gobernador de Alaska la autoridad de crear acuerdos recíprocos de salud mental con los gobernadores de los demás estados. También permitía que los alasqueños catalogados como enfermos mentales en los Estados Unidos continentales serían tratados apropiadamente localmente hasta que puedan ser transferidos a centros en Alaska; y recíprocamente permitía que ciudadanos de los Estados Unidos continentales catalogados como enfermos mentales en Alaska recibirían atención allí, antes de ser trasladados a sus estados originarios.
En aquel entonces, la propuesta era vista completamente inocua cuando se la introdujo en la Cámara de Representantes el 16 de enero de 1956. Con apoyo de los dos partidos, fue aprobada en forma unánime dos días después. Luego pasaría al Senado lo que se consideraba como proyecto equivalente, la S. 2518, que en aquel entonces se pensaba que sería aprobada con las mismas facilidades con las cuales aprobaron los Representantes, tras las audiencias programadas para el 20 de febrero.

## Controversia

### Origen

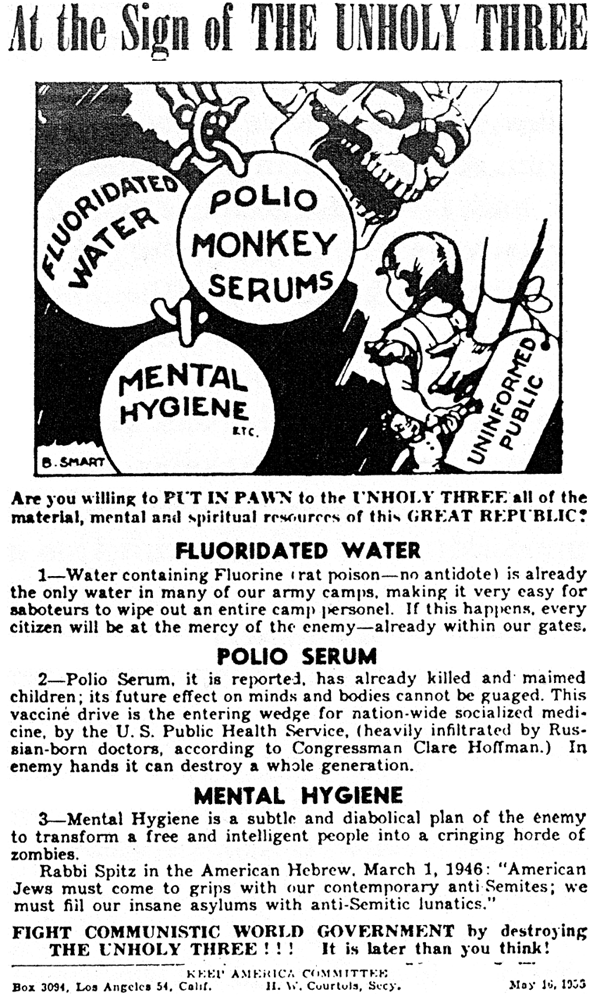
Anuncio del Comité Keep America en contra de los "tres impíos": la fluoración del agua potable, la vacuna contra la poliomielitis y el Alaska Mental Health Enabling Act, y en contra de un gobierno mundial de tipo comunista.

En diciembre de 1955, un pequeño grupo de mujeres anticomunistas en el sur de California, el American Public Relations Forum (APRF), hizo un urgente llamado a levantarse en armas en su boletín mensual. Recalcaba el texto propuesto del proyecto de ley, nombrándolo como "aquel que supera a todos los demás". Los redactores comentaron: "No podemos evitar recordar que Siberia está muy cerca de Alaska, y ya que es obvio que nadie necesita tal subvención de terrenos, nos preguntábamos si podría ser una Siberia Americana". Ellos dijeron que el proyecto de ley "elimina todos los derechos del ciudadadano americano para pedir a un juez que lo proteja de ser enviado a un asilo por un familiar codicioso o 'amigo' o, como el proyecto menciona, 'un grupo interesado'."
La APRF ya se opuso previamente a legislaturas respecto a salud mental; en 1955, tuvo una gran participación en el estancamiento de tres proyectos de ley en la Asamblea Estatal de California. La APRF era parte de una red más grande de organizaciones ultraderechistas que se oponían a la psiquiatría y psicología, ya que eran pro-comunistas, antiamericanistas, anticristianas y projudías. El Comité Keep America, otro grupo de California "superpatriorta" resumió todo el sentimiento anti-mental de la ultraderecha en un panfleto lanzado en mayo de 1955. Clasificando a la "higiene mental" como parte de los "tres unpíos" del "Gobierno Comunista Mundial", declaró: " La higiene mental es un sutil y diabólico plan del enemigo para transformar un pueblo libre e inteligente en una horda de zombis servil".
La membresía en la APRF implicaba ser miembro de la Minute Women of the U.S.A., una organización nacional de amas de casas anticomunistas con aproximadamente 50.000 miembros. A mediados de enero de 1956, Leigh F. Burklenad de Van Nuys (California) (miembro del ya mencionado grupo) creó un anuncio protestando contra el proyecto. Este fue mimeografiado por el Capítulo del Estado de California del Minute Women y enviado por correo a toda la nación. El 24 de enero de 1956, el diario anti-estatista Santa Ana Register reimprimió la declaración de Burkeland bajó el título "Ahora — Siberia, U.S.A.". 
Burkeland luego lanzaría una fuerte advertencia de lo que depararía el futuro si es que el proyecto de ley fuera aprobado por el Senado:

¿Es acaso el propósito de la H.R. 6376 el establecer un campo de concentración para los presos políticos, con el pretexto de un tratamiento para enfermedades mentales? La respuesta, basada en un estudio del proyecto, indica que existe una posibilidad de que estamos estableciendo en Alaska nuestra propia versión de los campos de esclavos de Siberia bajo el mando del gobierno ruso. 

Esta ley, dicen sus detractores, pondrá a cada residente de los Estados Unidos a merced de los caprichos y fantasías de cualquier persona con la que puede tener un desacuerdo, poniéndoles un cargo de "enfermedad mental" con deportación inmediata, ¡a SIBERIA, EE.UU.!

### Avivando las llamas
Luego de la publicación del Santa Ana Register, una red de activistas a nivel nacional comenzaron una importante campaña para detener el proyecto. Los activistas incluyeron, además de otros grupos y particulares, al reverendo Gerald L. K. Smith; Women for God and Country; la Liga For America; el Minute Women of the U.S.A.; el agitador de derecha Dan Smoot; el anticatólico y exgeneral de brigada del ejército de los Estados Unidos Herbert C. Holdrigde y la Iglesia de la Cienciología, fundada apenas dos años antes.
Los opositores del proyecto hicieron declaraciones cada vez más fuerte durante la primavera y verano de 1956. En su boletín del 17 de febrero, Dan Smoot declaró a sus subscriptores: "No dudo que el Alaska Mental Health Act fue escrito por hombres sinceros con buenas intencionas. No obstante, encaja dentro de un patrón siniestro que se está formando desde que se organizaron las Naciones Unidas." El Dr. George A. Snyder de Hollywood envió una carta a todos los miembros del Congreso, pidiendo una investigación a los proponentes del proyecto de ley por "elementos de traición contra los ciudadanos americanos tras el programa de salud mental." El comité Keep America de Los Ángeles también llamó a los proponentes del proyecto como una "pandilla conspiratoria" que debe ser "investigada, enjuiciada, o por lo menos removidas de su cargos" por traición. El general de brigada retirado Herbert C. Holdridge envió una carta pública al presidente Dwight D. Eisenhower el 12 de marzo, en la cual denominó al proyecto como "un cobarde intneto de establecer un campo de concentración en los páramos de Alaska". Y continuó así: 

Este proyecto establece un arma de violencia contra la ciudadanía más malvada que nada en la historia — mucho peor que las prisiones siberianas de los Zares o los comunistas, o la violencia de la Inquisición española … La trama de esta maldad revelada en este proyecto de ley apesta bastante como el olor de las fuerzas oscuras de los jesuitas que dominan el Vaticano, y que a través de oficinitas en nuestro Gobierno, dominan a nuestros políticos.

Por su parte, las asociaciones de salud profesionales de los Estados Unidos (principalmente la Asociación Médica Estadounidense y la Asociación Estadounidense de Psiquiatría) apoyaban el proyecto. Inicialmente, existía una ligera oposición por parte de la Asociación de Médicos y Cirujanos Estadounidenses, una pequeña organización extremadamente conservadora que se oponía a la medicina socializada; el Dr. L. S. Sprague de Tucson, Arizona mencionó en su periódico de marzo de 1956 que el proyecto de ley amplió la definición de salud mental para cubrir "todo desde el cabello que se cae hasta las uñas encarnadas." Sin embargo, la asociación cambió su postura luego de que la AME definiera su postura a favor del proyecto.
Ya en marzo de 1956, se decía que en Washington D. C. se recibió una cantidad de correspondencia sobre el proyecto que superaba incluso a la recibida por la Ley de Préstamo y Arriendo de 1941, considerada como la polémica más importante previa al proyecto de salud mental. Muchos escritores protestaban que el proyecto era antireligioso, o que los terrenos a ser transferidos serían cercados y usados para crear campos de concentración para los enemigos políticos de varios gobernadores de estado. Fulton Lewis, un conductor de radio popular, dijo que "recibió, literalmente, cientos de cartas protestando duramente contra el proyecto. He tenido llamados telefónicos con las mismas quejas desde California, Texas y otras partes del país. Los miembros del Congreso también reportaron reacciones idénticas." Una carta impresa en el periódico Daily Oklahoman en mayo de 1956 resumió muchos de los puntos hechos por los detractores del proyecto:

Los partidarios de un gobierno mundial, quienes consideran al patriotismo como un signo de una mente enferma, quedaron un paso más cerca de tener 'tratamientos' obligatorios en asilos para los detractores de la UNESCO, cuando el 18 de enero, la Cámara de Representantes de los Estados Unidos aprobó el Acta de Salud Mental de Alaska.

El Acta fue preparada por el Departamento de Justicia de los Estados Unidos, el Departamento del Interior, y el Departamento con ideas socialistas de Salud, Educación y Bienestar. Es muy similar al Código Modelo, redactada por la Asoción Psiquiátrica de los Estados Unidos, que ha estado trabajando con la Organización Mundial de la Salud, una agencia especializada de las Naciones Unidas … 

Todos aquellos que no quieren ver a miembros de su familia ser enviados a un asilo deberían comenzar a enviar cartas a su senador, ahora.

Durante los meses de febrero y marzo de 1956, se realizaron audiencias ante el Subcomité del Senado sobre Territorios y Asuntos Insulares. Los partidarios y detractores del proyecto se enfrentaron en una serie de intercambios tensos, con fuertes acusaciones formuladas contra las personas y grupos involucrados en la creación y posterior propuesta del proyecto. Stephanie Williams del Foro de Relaciones Públicas de los Estados Unidos dijo que el proyecto permitiría que Rusia pudiera recapturar Alaska: "[este proyecto] no contiene nada que evite que Rusia pueda comprar los 4.000 km² — ya están diciendo que Alaska les pertenece."
La señora Ernest W. Howard del Comité Patriótico de Mujeres sobre la Defensa Nacional recriminó la incapacidad del Congreso en no fijarse en los peligros percibidos del proyecto: "Todos los que han participado en estudios y trabajos de investigación en las Naciones Unidas, creemos que nosotros somos los expertos en esto . . . ustedes como Senadores, con todas sus obligaciones y los muchos pedidos, no tienen la capacidad de analizar todas estas cosas." John Kaspar, uno de los organizadores del Consejo de Ciudadanos Blancos, que logró cierta notoeriedad por iniciar un disturbio racial en Clinton, declaró que "casi el cien por ciento de toda la terapia psiquiátrica es judía y que el ochenta por ciento de los psiquiatras son judíos . . . una raza particular está administrando esta cosa en particular." También defendía la propuesta que los judíos son nacionalistas de otro país que querían "usurpar la nacionalidad estadounidense."

### Aprobación del proyecto

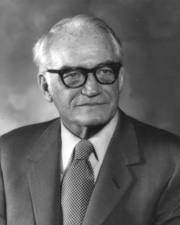
El senador Barry Goldwater, promotor de la versión final del proyecto de ley.

Los argumentos de los detractores del proyecto tuvieron poca repercusión en el Senado. La administración de Eisenhower, el gobierno territorial de Alaska y los grupos religiosos populares estaban a favor del proyecto. La Iglesia Presbiteriana de Alaska dio su apoyo unánime al proyecto, declarando: "Como ciudadanos cristianos de Alaska, nosotros creemos que esta es una medida progresiva para el cuidado y tratamiento de los enfermos mentales de Alaska. Deploramos los métodos anticuados actuales que se usan para tratar a los enfermos mentales." También instó al Consejo Nacional de Iglesias a movilizarse a favor del proyecto. Una abrumadora mayoría de los senadores de ambos partidos también estaban a favor. El autor original del proyecto, el Delegado de Alaska Bob Bartlett, habló representando a muchos de los impulsores del proyecto cuando expresó su desconcierto ante la reacción que recibió:

Estoy completamente perdido intentando comprender las razones por las que ciertas personas y ciertos grupos han comenzado una campaña de envío de cartas … para derrotar al proyecto. Estoy seguro de que si los escritores de cartas consultaran los datos, se unirían con todos los demás, no sólo con la esperanza de que este proyecto se convierta en ley, sino que también colaborarían para su pronta aprobación.

Otros senadores también estuvieron perplejos ante la campaña contra el proyecto. El Senador Henry M. Jackson de Washington declaró que no encontraba motivos para afirmar, según sus opositores, que el proyecto afectaría la religión. El Senador Alan Bible de Nevada, el presidente en ejercicio de la Subcomisión de Territorios y Asuntos Insulares, dijo a los detractores del proyecto que nada en la legislación propuesta permitiría que alguna persona que no sea de Alaska fuera enviada allí para ser recluida.
El Senador republicano Barry Goldwater de Arizona propuso un proyecto enmendado que eliminaba las disposiciones de compromiso en el título I, declarando que "Nada en este título deberá ser reinterpretado para autorizar la transferencia a Alaksa, en virtud de cualquier acuerdo o no, de cualquier persona con alguna enfermedad mental que no sea un residente de Alaska." De hecho, esta enmienda eliminó la parte más polémica del proyecto: la disposición para el traslado de los enfermos mentales de los Estados Unidos continentales a Alaska. La última recomendación del Comité del Senado de Territorios y Asuntos Insulares, siguiendo los pasos de Goldwater, fue que el proyecto sea enmendado para eliminar las "detalladas disposiciones de compromiso, hospitalización, y cuidado de los enfermos mentales de Alaska" controversiales, incluidas en el título I del proyecto original. La propuesta enmendada dejó solamente la transferencia de responsabilidades del cuidado de la salud mental al territorio de Alaska y el concesionamiento de tierras para apoyarla. El comité dejó en claro que no estaban invalidando las disposiciones originales del título I, pero que habían sido malinterpretadas, como solían decir los impulsores del proyecto:

Sin embargo, las disposiciones propuestas fueron malinterpretadas por muchas personas de varios lugares del país fuera de Alaska. Parcialmente debido a esto, pero más en que los miembros del comité están convencidos que las personas en Alaska tienen la suficiente capacidad para redactar sus propias leyes para un programa de salud mental en Alaska, el comité concluyó que toda autoridad debe ser dejada en sus manos, en este campo comparable con la de los estados continentales y sus demás territorios.

Realizadas las enmiendas, el proyecto de Senado S. 2973 fue aprobado en forma unánime el 20 de julio, tras solo diez minutos de debate, 6 meses después de su aprobación en la Cámara de los Representantes.

## Consecuencias
Tras su aprobación, se creó un trust de salud mental de Alaska para administrar los terrenos y subvenciones otorgadas para financiar el programa. Durante la década de 1970, se polemizó el problema de los terrenos del trust, ya que el estado era presionado a usar los terrenos para uso privado y recreacional. En 1978, la Legislatura de Alaska aprobó una ley aboliendo el trust y transfiriendo las parcelas más valiosas a particulares y al gobierno. En 1982, ya se habían transferido 160 km² a los municipios, 200 km² a particulares, y poco más de 1.400 km² fueron designados como bosques, parques o áreas de vida silvestre. Alrededor del 35% de los terrenos del trust no fueron comprometidos y quedaron bajo el control del gobierno.
La pérdida del terreno y de los ingresos generados a partir de ellos tuvieron un fuerte impacto en el cuidado de la salud mental estatal. En 1982, el alasqueño Vern Weiss realizó una demanda en representación de su hijo, que necesitaba servicios de cuidado de salud mental, no disponibles en Alaska. El caso Weiss contra el Estado de Alaska' se volvería una demanda colectiva involucrando varios grupos de cuidado de salud mental. La Corte Suprema de Alaska determinó en 1985 que la abolición del trust fue ilegal y ordenó su reconstitución. Sin embargo, ya que la mayoría de los terrenos fueron transferidos, se tuvo que experimentar una larga y compleja serie de negociaciones para resolver la situación. Finalmente, en 1994, se logró un acuerdo donde el trust recuperaría 2.000 km², tendría 2.000 km² de terrenos de reserva, y $200 millones en compensanción por los ingresos y bienes perdidos.

## La Cienciología y la ley
La Iglesia de la Cienciología usa al Alaska Mental Health Enabling Act como uno de los principales factores en su campaña contra la psiquiatría, participando en campañas contra el proyecto de ley, e incluso aún llamandóla "Ley Sibera". La Cienciología quizá también haya provisto una "evidencia" importante usada por los detractores en su campaña - un folleto titulado Brain-Washing: A Synthesis of the Russian Textbook on Psychopolitics (El Adoctrinamiento: Una Síntesis del Libro Ruso sobre Psicopolítica), atribuida popularmente a L. Ron Hubbard 

### Postura
El sitio web oficial de la iglesia menciona que el proyecto de ley fue "un intento de la psiquiatría de establecer un campo similar a los de Siberia de 4000 km² para enfermos mentales en Alaska, lejos de las miradas indiscretas de los defensores de las libertades civiles, que presuntamente, está muy lejos de los caminos bien transitados del mundo, lo que permite a los psiquiatras realizar sus controles mentales y otros experimentos con los cautivos, sin obstáculos por el resplandor de la publicidad." Otorgaría a los psiquiatras la capacidad de asegurarse que "Cualquier hombre, mujer o menor pueda ser secuestrado y enviado sin juicio a Alaska, privado de sus derechos civiles y humanes, donde quedará detenido para siempre, todo esto sin algún juicio o examen previo." Según la revista Freedom de la Iglesia:

el proyecto de ley llamó la atención de los Cienciólogos en 1956, tan solo dos años después del establecimiento de la Iglesia de la Cienciología. … Los Cienciólogos respondieron con una campaña para informar al público de la verdadera gran amenaza a las libertades personales y de expresión planteada por esta medida. Si fuera aprobada, habría creado un potencial "gulag", donde los indeseables políticos podrían ser dejados y simplemente olvidados.

La esperanza de crear este estado de esclavitud psiquiátrica fue destrozada por los Cienciólogos. Al negarse a permitir que intereses establecidos para destruir el derecho de todo ciudadano a expresarse libremente sus opiniones sin temor a represalias, lograron una enorme campaña de cartas con buena base. Esto alertó al Senado sobre la oposición pública, incluso presentando testimonios en las audiencias del Comité del Senado sobre el proyecto de ley. Finalmente, salvo la concesión de una pequeña cantidad de dinero a Alaska para proseguir el "tratamiento" de sus pocos enfermos mentales, el Senado rechazó la ley Siberia y nunca más se la volvió a escuchar.

Los oficiales de la Iglesia han hecho constar su creencia de que la Asociación Psiquiatra Americana ha intensificado su "interés en destruir la dianética y las organizaciones de Cienciología ... cuando la Iglesia de la Cienciología se ha opuesto activamente al proyecto de ley, cuya introducción al Congreso ha sido gracias al APA. ... El APA sabía muy bien quién estaba detrás de la gran reacción que derrotó al proyecto, y nunca lo olvidaron, demostrado en algunos de sus ataques que han generado sus miembros."

### Miscavige en Nightline
Adicionalmente, David Miscavige, el líder de la iglesia, dijo a Ted Koppel en una entrevista en el programa Nightline:

No sé si estás enterado de que hubo un plan en 1955 en este país, Ted, para repetir lo que se ha hecho en Rusia. Se habría formado una Siberia, E.E.U.U., establecida en un territorio de 4000 km² en Alaska para enviar a enfermos mentales. Habrían aliviado las leyes de compromiso, así que básicamente podrías discutir con alguien y ser enviado allí. Esto suena muy raro. Nadie la había escuchado. Eso es en gran parte gracias a la Iglesia de la Cienciología. Debo decir, sin embargo, que cuando el proyecto de ley fue matado en el Congreso, comenzó la guerra con la psiquiatría, donde ella se nos la declaró. 

Fue un duro, duro, duro golpe para los psiquiatras cuando fue desaprobado, porque después, se escuchó por todo el país el eslogan, "Siberia U.S.A.", y fue verdaderamente la primera vez que la psiquiatría fuera denigrada públicamente, que ellos no eran la ciencia que ellos proclamaban ser. Entonces fue allí que ellos decidieran "tratar" con cualquiera que se los opusiera.

### Teorías conspirativas
En el Diario de Ron 67, Hubbard identificó a "las personas tras la Ley Siberia", quien afirmó que eran
menos de doce hombres. Ellos son miembros del Banco de Inglaterra y altos otros círculos financieros. Ellos son dueños de cadenas de periódicos y las controlan, y son, para colmo, directores de todos los grupos de salud mental del mundo que se han formado. Estos sujetos son muy interesantes: Tienen antecedentes de corrupción fantásticos; hijos ilegítimos; partícipes de clientelismo político y son muy desagradables. Y aparentemente ellos, en algún momento de un pasado distante, determinaron su plan de acción. Siendo dueños de casi toda la provisión de oro del planeta, crearon un programa que dejaría a todo gobierno en la bancarrota y bajo su control, de tal forma que ningún gobierno pueda actuar políticamente sin su permiso.
Según David Miscavige, el proyecto de ley fue producto de una conspiración por la Asociación Psiquiátrica Americana. En un discurso público de 1995, dijo a los Cienciólogos que "en 1955, los agentes de la Asociación Psiquiátrica Americana se juntaron en el Capitol Hill para hacer paso a la conocida Ley Siberia, clamando por campos de concentración secretos en los baldíos de Alaska." Fue "allí que el señor Hubbard, como líder de un movimiento religioso nuevo y dinámico, noqueó fuera del ring a la Ley Siberia — dándoles un golpe que nunca olvidarían.
La aserción que los Cienciólogos derrotaron al proyecto se realiza frecuentemente en la literatura Ciencióloga. De hecho, la versión original del proyecto con las disposiciones de compromiso polémicas del Título I solamente fue aprobada en la Cámara de los Representantes; la ley fue modificada posteriormente en conferencia para eliminar la parte de compromiso y retener la transferencia de la responsabilidad de la atención de salud mental. El proyecto de ley revisado fue aprobado rápidamente sin más cambios.

### Publicaciones actuales
Algunas publicaciones contemporáneas de la Iglesia sugieren que, a pesar de que Hubbard ya estaba realizando un seguimiento al proyecto desde al menos febrero de 1956, la Cienciología no se involucró en la controversia hasta principios de marzo del mismo año, dos meses más tarde después de que el Foro de Relaciones Públicas de los Estados Unidos haya dado a conocer al público la ley. Un "Boletín del Auditor Profesional" de marzo emitido por Hubbard, quien se encontraba en Dublín en aquel entonces, incluye un telegrama de su hijo en Washington L. Ron Hubbard, Jr. y de otros dos Cienciólogos alertándolo de las audiencias del Senado en febrero:

H.R. 6376 APROBADO ENERO 18 STOP VA SENADO PRÓXIMA SEMANA STOP PROYECTO PERMITE ADMISIÓN DE PERSONA A INSTITUCIÓN MENTAL POR APLICACIÓN ESCRITA DE PERSONA INTERESADO ANTES DE REALIZARSE PROCEDIMIENTOS JUDICIALES STOP PRESCINDE DEL REQUISITO QUE PACIENTE ESTÉ PRESENTE EN LA AUDIENCIA STOP CUALQUIERA PUEDE SER EXCLUIDO DE LA AUDIENCIA STOP PROYECTO INVOLUCRA A ALASKA POR EL MOMENTO STOP PROYECTO ESTABLECE UN MILLÓN DE ACRES SIBERIAL [sic] EN ALASKA STOP CARTA Y PROYECTO SIGUEN STOP QUE ACCIÓN QUIERES TOMAR.

A pesar de que la iglesia dice que los Cienciólogos lideraron la oposición al proyecto, el reporte del Congressional Record de las audiencias del Senado no mencionan a la iglesia. Un repaso contemporáneo de la oposición al proyecto incluso atribuye el liderato a otras partes y a grupos de derecha, en lugar de las organizaciones de "libertades civiles" citadas por la iglesia:

Tan solo unos pocos grupos organizados se han unido a las acciones colectivas. Los más influyentes fueron la libertaria Asociación de Médicos y Cirujanos, y el periódico de Dan Smoot. Los grupos de derecha bombardearon el Congreso con protestas y demandas a favor de realizarse audiencias.